# هیئت نظارت بر اجرای برجام
هیئت نظارت بر اجرای برجام شورایی متشکل از هشت عضو از مقام‌های جمهوری اسلامی ایران است که در پی نامهٔ ۹ ماده‌ای سید علی خامنه‌ای، رهبر جمهوری اسلامی ایران، به حسن روحانی، رئیس‌جمهور ایران، دربارهٔ الزامات اجرای برنامه جامع اقدام مشترک (برجام) به منظور «رصد پیشرفت کارها و انجام تعهدات طرف مقابل» و «تحقق هشت بند دیگر از نامه» تشکیل شده‌است. به گفتهٔ علی مطهری، این هیئت مرجع همهٔ تصمیمات مربوط به اقدامات متقابل ایران در مورد برجام و نقض آن است.

## اعضا
اعضای این هیئت در شورای عالی امنیت ملی با تأیید سید علی خامنه‌ای انتخاب شده‌اند. اعضای این هیئت عبارتند از:
1. حسن روحانی، رئیس‌جمهور،
2. علی لاریجانی، رئیس مجلس شورای اسلامی،
3. محمدجواد ظریف، وزیر امور خارجه،
4. حسین دهقان، وزیر دفاع و پشتیبانی نیروهای مسلح،
5. علی شمخانی، دبیر شورای عالی امنیت ملی،
6. علی‌اکبر صالحی، رئیس سازمان انرژی اتمی ایران،
7. سعید جلیلی، نماینده سید علی خامنه‌ای در شورای عالی امنیت ملی،
8. علی‌اکبر ولایتی، مشاور امور بین‌الملل سید علی خامنه‌ای.[۳]

هم‌چنین علی شمخانی، دبیر شورای عالی امنیت ملی، دبیر این هیئت است.

## نقدها
به گفتهٔ «مرتضی غرقی» این هیئت در انجام وظایفش کوتاهی کرده‌است.
مشرق نیوز هم انفعال این هیئت را موجب زیاده‌خواهی آمریکا می‌داند.